# Bernd Baselt
Pour les articles homonymes, voir Baselt.
Bernd Baselt (13 septembre 1934 – 18 octobre 1993), était un musicologue allemand connu pour ses travaux sur le compositeur baroque Georg Friedrich Haendel. Il est né à Halle-sur-Saale, en province de Saxe, et est mort à Hanovre.
De 1953 à 1955, Baselt a étudié à l'Académie de Musique et de Théâtre, et à l'Université Martin-Luther de Halle-Wittemberg de 1953 à 1958. Il a obtenu le rang de professeur de musique à l'université en 1975,.
Bien qu'il ait beaucoup écrit sur les compositeurs (comme Telemann), l'œuvre la plus remarquable de Baselt est le Händel-Werke-Verzeichnis (abrégé en HWV), considéré comme le catalogue moderne des œuvres de Haendel, et publié en trois volumes (en allemand) entre 1978 et 1986.